# Kabuyenge (vattendrag i Gitega)
Kabuyenge är ett vattendrag i Burundi.   Det ligger i provinsen Gitega, i den centrala delen av landet, 70 kilometer sydost om huvudstaden Bujumbura.
Omgivningarna runt Kabuyenge är en mosaik av jordbruksmark och naturlig växtlighet. Runt Kabuyenge är det tätbefolkat, med 286 invånare per kvadratkilometer.